# Ahtnas

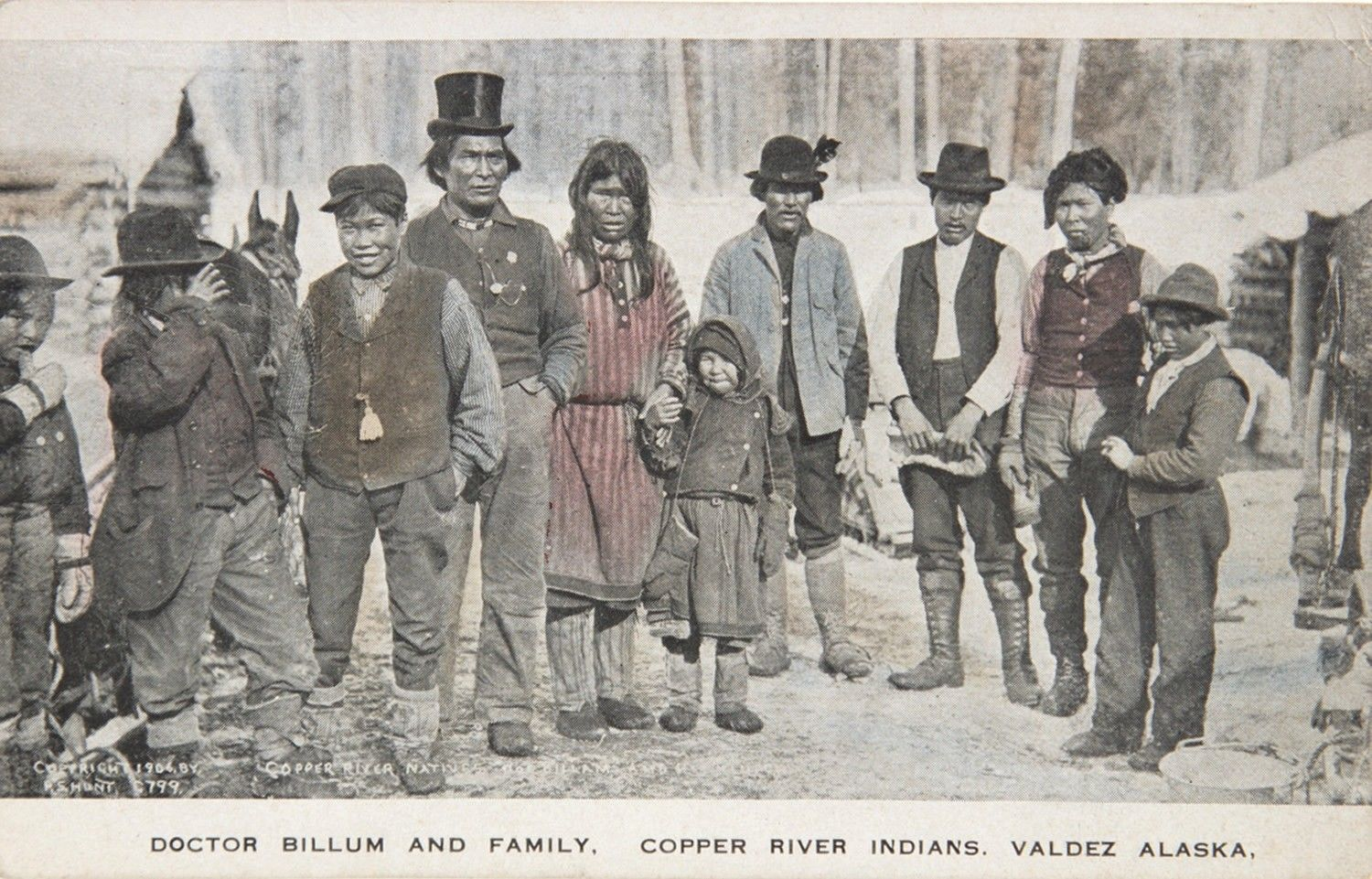

Les Ahtna ou Ahtena sont un peuple athapascan vivant en Alaska.
Ce terme signifie peuple de la glace dans leur propre langue. Celle-ci, également appelée Ahtna, appartient à la famille des langues athapascanes ; elle est en voie d'extinction. La patrie de cette tribu est située dans le bassin de la rivière Copper, au sud de l'Alaska.